# Julian Baggini
Julian Baggini (Dover, 9 settembre 1968) è un filosofo e giornalista britannico, autore di oltre 20 libri divulgativi sulla filosofia. È co-fondatore di The Philosophers' Magazine, e ha scritto per diversi giornali e riviste internazionali. Oltre a scrivere di filosofia, ha scritto anche libri sull'ateismo, sul secolarismo e sulla natura dell'identità nazionale. È un sostenitore di Humanists UK, un'organizzazione che promuove l'umanesimo secolare.

## Istruzione
Julian Baggini nasce nel 1968 a Folkestone, figlio di padre immigrato italiano e madre inglese. È cresciuto nel Kent e ha studiato alla Harvey Grammar School dal 1980 al 1987. Successivamente frequentò l'Università di Reading, laureandosi in filosofia nel 1990. Nel 1996 consegue il dottorato di ricerca presso l'University College di Londra, con una tesi sulla filosofia dell'identità personale. È laureato honoris causa e ricercatore onorario del dipartimento di filosofia dell'Università del Kent.

## Carriera
Nel 1997 Baggini ha co-fondato, insieme a Jeremy Stangroom, la rivista The Philosophers' Magazine. Nel 1999 è stato tra i fondatori dell'Humanist Philosophers' Group. È patrono dell'Associazione umanistica britannica.

## Opere

### Edizioni in lingua italiana
- Il maiale che vuole essere mangiato e altri novantanove esperimenti mentali, Cairo, 2006
- Il poeta, il tassista e il senso della vita. Piccole risposte di filosofia quotidiana, Cairo, 2007
- Pensi quello che pensi di pensare? Il libro dei test per la mente (con Jeremy Stangroom), Cairo, 2008
- La papera che vince alla lotteria e altre 99 trappole mentali, Cairo, 2009
- Il potere della lagna, Rizzoli, 2009
- Le 50 domande più toste e strambe sulla fede e sulla religione (con le illustrazioni di Nishant Choksi), Vallardi, 2012
- Etica, Dedalo, 2013
- Filosofia, Vallardi, 2013
- Ateismo. Una brevissima introduzione, Nessun Dogma, 2018
- Vita. Istruzioni per l'uso (con Antonia Macaro), il Saggiatore, 2020
- Pensa come mangi. Una filosofia globale del cibo, Touring Club Italiano, 2024

### Edizioni in lingua inglese
- How to Think Like a Philosopher - Granta. Reviewed in Times Literary Supplement, Issue No. 6261, March 31, 2023
- How The World Thinks: A Global History Of Philosophy - Granta, 2018 ISBN 978-1783782284
- A Short History of Truth - Quercus, 2017 ISBN 978-1-78648-888-6
- The Edge of Reason: A Rational Skeptic in an Irrational World - Yale University Press, 2016 ISBN 978-0-30020-823-8
- Freedom Regained: The Possibility of Free Will - Granta Books, 2015
- Without God, is Everything Permitted? The 20 Big Questions in Ethics - Quercus, 2014
- The Ego Trick: What Does It Mean To Be You? - Granta Books, 2011
- Really Really Big Questions about Faith - Kingfisher (children's book), 2011 ISBN 9780753431511
- Should You Judge This Book by Its Cover? - Granta, 2009
- The Duck That Won the Lottery: And 99 Other Bad Arguments  (published in paperback in UK as Do They Think You're Stupid?) - Granta, 2008  ISBN 978-1-84708-083-7
- Complaint: From Minor Moans to Principled Protests  - Profile Books, 2008.  ISBN 978-1-84668-057-1
- Welcome to Everytown: a journey into the English mind  - Granta, 2007.
- The Ethics Toolkit: A Compendium of Ethical Concepts and Methods, Blackwell, 2007 (co-written with Peter S. Fosl)  ISBN 978-1-4051-3231-2
- Do You Think What You Think You Think?  - Granta, 2006 (co-written with Stangroom, J.)
- The Pig that Wants to be Eaten and 99 other thought experiments  - Granta, 2005.
- What’s It All about? Philosophy and the meaning of life  - Granta, 2004.
- Making Sense: Philosophy Behind the Headlines  - Oxford University Press, 2002.
- Atheism: A Very Short Introduction  - Oxford University Press, 2003.  ISBN 978-0-19-280424-2
- Philosophy: Key Themes  - Palgrave Macmillan, 2002.
- The Philosopher's Toolkit: A Compendium of Philosophical Concepts and Methods  - Blackwell, 2002 (co-written with Peter S. Fosl)  ISBN 978-1-4051-9018-3
- Great Thinkers A-Z  - Continuum, 2004 (co-written with Stangroom, J. (eds.))
- What Philosophers Think  - Continuum, 2003 (co-written with Stangroom, J. (eds.))
- New British Philosophy: The interviews  - Routledge, 2002 (co-written with L.Alpeart (eds.)).